# 桐木溪乡
桐木溪乡，是中华人民共和国湖南省怀化市溆浦县下辖的一个乡镇级行政单位。

## 行政区划
桐木溪乡下辖以下地区：
湖田坪村、山门村、华兴村、南村、桐油林村、寅角田村、板栗坪村、连塘坪村、白竹坡村和刘家渡村。